# Elovskij
L'Elovskij (in russo Еловский?) è un vulcano a scudo situato nella Kamčatka centrale.